# قطعنامه ۱۹۳۶ شورای امنیت
قطعنامه  ۱۹۳۶ شورای امنیت سازمان ملل متحد که در تاریخ ۰۵ اوت ۲۰۱۰ تصویب شد، سندی بین‌المللی دربارهٔ بررسی وضعیت در عراق است. این قطعنامه طی نشست ۶۳۶۹ام با ۱۵ رای موافق، ۰ مخالف و ۰ ممتنع تصویب شد.